# Havstornet

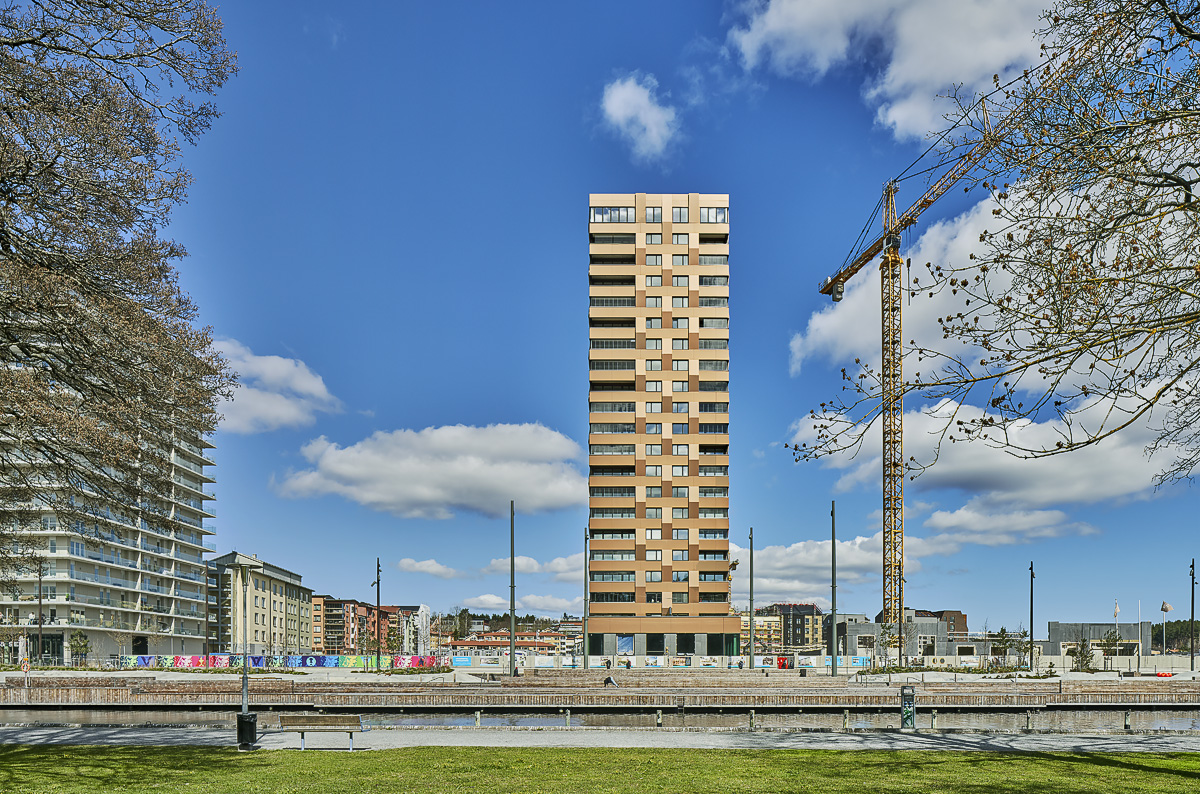
Havstornets södra fasad sett från Societetsparken

Havstornet är ett höghus i Norrtälje vid Norrtälje hamn. Intill ligger Soltornet. 
Tornet har 119 lägenheter fördelade på byggnadens 23 våningar, samt verksamhetslokaler i entréplan och på våning 22. Byggnaden är 69 meter hög och är Norrtäljes högsta torn. 